# Gouvernement de Tavastehus
1831–1917
Entités précédentes :
- Suède

Entités suivantes :
- Finlande

Le gouvernement de Tavastehus (en russe : Тавастгусская губерния, en suédois : Tavastehus län, en finnois : Hämeen lääni) est une division administrative du Grand-duché de Finlande au sein de l’Empire russe, qui exista de 1831 jusqu’à l’indépendance de la Finlande en 1917. Sa capitale est Hämeenlinna (Tavastehus en suédois).

## Géographie
Situé à l'intérieur de la Finlande, le gouvernement de Tavastehus était bordé à l’ouest par le gouvernement d'Åbo et Björneborg, au nord par le Vasa, à l’est par celui de Sankt Michel et au sud par celui de Nyland.
Le territoire du gouvernement de Tavastehus correspond à peu près aux provinces de Kanta-Häme, Päijät-Häme et Pirkanmaa.

## Subdivisions administratives
À la fin du XIXe siècle, le gouvernement de Tavastehus était divisé en six ouïezds : Hauho, Pirkkala, Ruovesi, Tammela, Hollola et Jämsä. Le gouvernement comptait deux villes (Tampere et Tavastehus) ainsi que 1236 villages.

## Population
En 1905, la population du gouvernement était de 317 326 habitants, dont 93,4 % de Finnois et 1,4 % de Suédois.

## Gouverneurs
- 19 mai 1831 - 12 mars 1841 — Johan Fredrik Stichaeus
- 26 avril 1841 - 2 janvier 1863 — Carl Otto Rehbinder
- 10 janvier 1863 - 15 août 1865 — Samuel Werner von Troil
- 17 septembre 1865 - 15 novembre 1869 — Carl Herman Molander
- 25 janvier 1870 - 17 décembre 1875 — Hjalmar Sebastian Nordenstreng
- 17 décembre 1875 - 16 octobre 1887 — Edvard Reinhold von Ammondt
- 19 novembre 1887 - 18 décembre 1895 — Torsten Costiander
- 18 décembre 1895 - 29 octobre 1899 — Edvard von Boehm
- 28 décembre 1899 - 3 mai 1901 — Gustaf Axel von Kothen
- 3 mai 1901 - 18 janvier 1904 — Isidor Svertschkoff
- 18 janvier 1904 - 21 mars 1904 — Alexander Papkoff
- 21 mars 1904 - 26 juillet 1904 — Viktor Semenoff
- 26 juillet 1904 - 4 décembre 1905 — Alexander Papkoff
- 4 décembre 1905 - 5 novembre 1910 — Ivar Sune Gordie
- 5 novembre 1910 - 25 octobre 1911 — Arthur Brofeldt
- 25 octobre 1911 - 24 mars 1917 —Rafael Knut Harald Spare